# Norbert Gombos
Norbert Gombos (født 13. august 1990 i Galanta, Tjekkoslovakiet) er en professionel tennisspiller fra Slovakiet.